# المقروض (حبيش)

تعديل مصدري - تعديل

المقروض محلة تابعة لقرية جرابش، التابعة لعزلة الصدر بمديرية حبيش إحدى مديريات محافظة إب في الجمهورية اليمنية، بلغ تعداد سكانها 40 حسب تعداد اليمن لعام 2004.